# МФА Девелопмент
МФА Девелопмент (кит.: 澳門發展隊) — професіональний футбольний клуб з Макао, який виступає в Другому дивізіоні чемпіонату Макао. Клубні кольори — помаранчевий та чорний. Домашні матчі проводить на Estádio Campo Desportivo, який вміщує 16 272 глядача.

## Історія
«МФА Девелопмент» був заснований Футбольною асоціацією Макао для гравців до 18 років.. У 2017 році команда посіла 10-е місце у Вищому дивізіоні чемпіонату Макао, з 2018 року продовжила виступати в Другому дивізіоні.

## Статистика виступів
Коротка інформація
- 2006–2010: Перший дивізіон чемпіонату Макао
- 2011–2015: Ліга де Еліт
- 2016: Другий дивізіон чемпіонату Макао
- 2017: Ліга де Еліт
- 2018– : Другий дивізіон чемпіонату Макао

По сезонах
Легенда: Іг - матчі, В - перемоги, Н - нічиї, П - поразки, ЗМ - забиті м'ячі, ПМ - пропущені м'ячі, +/- - різниця м'ячів, О - очки, червоний колір - пониження, зелений колір - підвищення, фіолетовий колір - реорганізація, зміна чемпіонату або союзу
| Макао (2006 – ) |                       |        |    |    |   |    |    |    |     |    |       |
| Сезони          | Ліга                  | Рівень | Іг | В  | Н | П  | ЗМ | ПМ | +/- | О  | Місце |
| 2006            | Перший дивізіон Макао | 1      | 18 | 2  | 2 | 14 | 23 | 51 | -28 | 8  | 10.   |
| 2007            | Перший дивізіон Макао | 1      | 18 | 7  | 0 | 11 | 31 | 35 | -4  | 21 | 7.    |
| 2008            | Перший дивізіон Макао | 1      | 14 | 4  | 1 | 9  | 20 | 35 | -15 | 13 | 7.    |
| 2009            | Перший дивізіон Макао | 1      | 14 | 7  | 3 | 4  | 20 | 18 | +2  | 24 | 3.    |
| 2010            | Перший дивізіон Макао | 1      | 9  | 3  | 1 | 5  | 21 | 17 | +4  | 10 | 6.    |
| 2011            | Ліга де Еліт          | 1      | 18 | 10 | 6 | 2  | 34 | 16 | +18 | 36 | 3.    |
| 2012            | Ліга де Еліт          | 1      | 18 | 4  | 3 | 11 | 25 | 40 | -15 | 15 | 9.    |
| 2013            | Ліга де Еліт          | 1      | 18 | 0  | 0 | 18 | 8  | 68 | -60 | 0  | 10.   |
| 2014            | Ліга де Еліт          | 1      | 16 | 3  | 0 | 13 | 10 | 63 | -53 | 9  | 8.    |
| 2015            | Ліга де Еліт          | 1      | 18 | 0  | 1 | 17 | 8  | 58 | -50 | 1  | 10.   |
| 2016            | Другий дивізіон Макао | 2      | 18 | 15 | 2 | 1  | 50 | 14 | +36 | 47 | 1.    |
| 2017            | Ліга де Еліт          | 1      | 18 | 2  | 3 | 13 | 19 | 60 | -41 | 9  | 10.   |
| 2018            | Другий дивізіон Макао | 2      | 18 |    |   |    |    |    |     |    |       |

## Відомі гравці
- Леонг Ка Хань